# Rolie Polie Olie
Rolie Polie Olie è una serie animata canadese prodotta da Nelvana Limited, distribuita da Walt Disney Company e creata da Maggie Swanson.
La serie è stata una delle prime ad essere realizzata in computer grafica.

## Trama
La serie narra della famiglia Polie, che vive in una casa a forma di teiera in un mondo basato su forme geometriche (il Pianeta Polie), abitato da robot costituiti da forme geometriche tridimensionali. La storia ruota intorno ad un giovane robot di nome Olie che nel corso delle puntate, attraverso strambe avventure, impara lezioni di vita e cresce insieme con il suo amico Billy e alla sua piccola sorella Zowie.

## Personaggi
- Olie Polie: il protagonista. È un robottino vivace.
- Percy Polie: padre di Olie. Ha la passione per il giardinaggio e per i fumetti.
- Polina Polie: madre di Olie.
- Zowie Polie: sorellina di Olie.
- Billy Bevel: amico di Olie.
- Spot: è il cane di famiglia. Può trasformarsi in un pallone.
- Pappy: nonno di Rolie, perde sempre la dentiera.
- Zio Gizmo: fratello di Percy e zio di Olie.
- Zia Rachel: moglie di Gizmo. È ossessionata dalla buona cucina
- Zio Mike: fratello di Percy. Fa il contadino. Appare solo in un episodio.
- Zia Cosmica: moglie dello Zio Mike. Appare solo in un episodio.
- Cugina Sabrina: figlia di Zio Mike e Zia Cosmica. Cugina di Olie.
- Wheelie, Il ragazzo dello spazio: protagonista di una serie televisiva all'interno del cartone animato.
- Maximus il Tenebroso: un pirata spaziale.

## Distribuzione
La serie andò in onda negli Stati Uniti la prima volta alle 8:30 ET/PT del 4 ottobre 1998 su Playhouse Disney.
In Italia viene trasmessa per la prima volta nel 1999 sul canale pay TV Disney Channel, e in chiaro su Rai Tre all’interno dell’ex contenitore Melevisione. Viene inoltre trasmesso sul canale neonato Playhouse Disney a partire dal giorno stesso della sua apertura.
In Italia le videocassette sono state distribuite da Alfadedis Entertainment, mentre i DVD sono stati distribuiti anche da USA Home Entertainment.

## Doppiaggio
| Personaggio          | Doppiatore originale                                       | Doppiatore italiano                                   |
| -------------------- | ---------------------------------------------------------- | ----------------------------------------------------- |
| Olie Polie           | Cole Caplan                                                | Stella Bevilacqua                                     |
| Papà                 | Adrian Truss                                               | Riccardo Montanaro (ep.1-13) Danilo Bruni (ep. 14-65) |
| Mamma                | Catherine Disher                                           | Manuela Massarenti                                    |
| Zowie Polie          | Kristen Bone                                               | Emanuela De Silvestre                                 |
| Billy Bevel          | Joshua Tucci (stagioni 1-5) Kristopher Clarke (stagione 6) | Daniela Calò (ep.1-52) Serena Menegon (ep.53-65)      |
| Spot                 | Robert Smith                                               | Robert Smith                                          |
| Nonno Pappy          | Len Carlson                                                | Domenico Brioschi                                     |
| Zio Gizmo            | Adrian Truss                                               | Domenico Brioschi                                     |
| Zio Mike             | Clarence Cyrus                                             | Alessandro Miserri                                    |
| Wheelie              | Ali Mukaddam                                               | Giorgio Pastero (ep.1-52) Francesca Villa (ep.53-65)  |
| Ragazzo dello spazio | Kyle Farlie                                                | Giorgio Pastero (ep.1-39) Sonia Mazza (ep.40-65)      |
| Maximus il Tenebroso | James Woods Paul Haddad                                    | Danilo Bruni                                          |

## Riconoscimenti
Rolie Polie Olie ha vinto diversi premi: un Gemini Award in Canada come "Migliore serie animata" nel 1999, due Emmy nel 2002 e nel 2005.